# كأس ألبانيا 2001–02
كأس ألبانيا 2001–02 (بالألبانية: Kupa e Republikës 2001-02‏) هو الموسم 50 من كأس ألبانيا. أقيم خلال الفترة 18 أغسطس 2001 وحتى 1 يونيو 2002، وأشرف على تنظيمه اتحاد ألبانيا لكرة القدم، وكان عدد الأندية المشاركة فيه 32، وفاز فيه نادي تيرانا.